# Finale del campionato mondiale di calcio 1930
La finale del campionato mondiale di calcio 1930 fu l'evento conclusivo, e decisivo per l'assegnazione del titolo, della prima edizione dei mondiali di calcio. Venne disputata mercoledì 30 luglio 1930 allo stadio del Centenario di Montevideo e vide la vittoria dell'Uruguay sull'Argentina, con il punteggio finale di 4-2.
Ad oggi, è l'unica finale della Coppa del mondo a cui non abbia partecipato una nazionale europea e, insieme alla finale dell'edizione 1966 (giocata di sabato), una delle due non disputate di domenica.

## Le squadre
| Squadra   | Finali disputate in precedenza (il grassetto indica la vittoria) |
| --------- | ---------------------------------------------------------------- |
| Uruguay   | Nessuna                                                          |
| Argentina | Nessuna                                                          |

## Antefatti
Nel 1930, la nazionale uruguaiana stava vivendo uno dei periodi di maggior successo della propria storia. Dalla prima edizione del 1916, la Celeste aveva già vinto sei volte il Campeonato Sudamericano de Football (precursore dell'odierna Copa América). Inoltre, aveva mostrato al mondo il proprio valore conquistando la medaglia d'oro ai Giochi Olimpici di Parigi nel 1924 e di Amsterdam nel 1928 (in quest'ultimo torneo aveva sconfitto in finale proprio l'Argentina).
Anche l'Argentina si trovava in un momento piuttosto roseo a livello di risultati. Oltre al citato argento olimpico ottenuto nel 1928, l'Albiceleste aveva all'attivo quattro edizioni del Campeonato Sudamericano, incluse le ultime due del 1927 e del 1929.
Le due nazionali platensi, che dominavano il calcio sudamericano dall'inizio del XX secolo, si erano già affrontate ben 116 volte prima del mondiale. La grande rivalità che le divideva era alimentata anche dalle sfide in due delle più antiche manifestazioni calcistiche per nazionali, la Copa Lipton (creata nel 1905) e la Copa Newton (istituita nel 1906), messe in palio a cadenza praticamente annuale tra Argentina ed Uruguay.
Proprio nella Copa Newton del 1930, le due nazionali si erano affrontate per l'ultima volta prima del mondiale di calcio: la partita andò in scena a Buenos Aires il 25 maggio e terminò 1-1, risultato che consegnò (secondo il regolamento del torneo) il trofeo all'Uruguay.

## Il cammino verso la finale

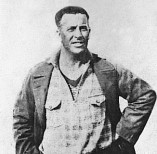
Il CT uruguaiano Suppici

Per il mondiale casalingo del 1930, Alberto Horacio Suppici, commissario tecnico dell'Uruguay dal 1928, aveva grosso modo confermato il blocco dei calciatori convocati per il Campeonato sudamericano 1929, malgrado il deludente terzo posto ivi conquistato.
Capitano e leader della Celeste era il difensore di origine italiana José Nasazzi. Altro elemento di grande rilievo della selezione uruguaiana era il mediano José Leandro Andrade, ritenuto fra i più grandi calciatori della storia. L'attacco era il reparto più temibile dell'Uruguay, che poteva vantare atleti del calibro di Héctor Scarone, Pedro Cea, Héctor Castro, Peregrino Anselmo, Pedro Petrone e Santos Iriarte.

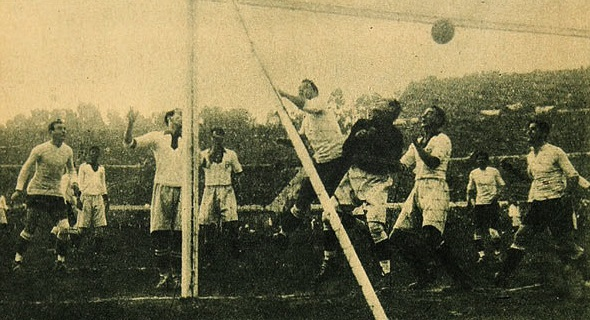
Castro realizza il goal della vittoria dell'Uruguay contro il Perù

L'Uruguay fu sorteggiato nel gruppo 3, formato da tre squadre: con la Celeste, finirono in tale raggruppamento anche il Perù e la Romania.
I padroni di casa esordirono il 18 luglio contro il Perù, nella partita inaugurale dello Stadio del Centenario: nonostante partisse nettamente favorito, l'Uruguay riuscì a piegare i peruviani solo al 60', con goal di Castro.
Tre giorni dopo, la Celeste scese nuovamente in campo al Centenario contro la Romania: la squadra europea aveva a propria volta sconfitto il Perù per 3-1, e ciò rendeva la sfida contro l'Uruguay decisiva per la vittoria del girone e il conseguente passaggio del turno. I sudamericani si imposero con un perentorio 4-0: le marcature, tutte realizzate nei primi 35 minuti, portarono la firma di Dorado, Scarone, Anselmo e Cea.

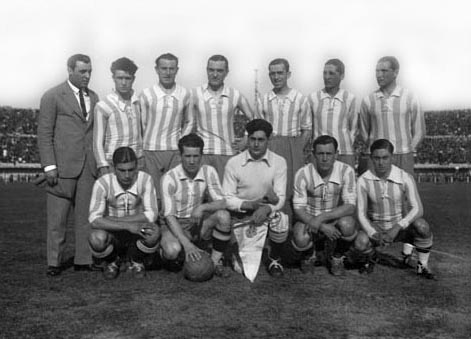
L'Argentina prima della sfida contro il Messico

L'Argentina, detentrice del titolo sudamericano, era invece allenata dalla coppia formata da Francisco Olazar e Juan José Tramutola, ufficialmente il primo in qualità di direttore tecnico e il secondo come preparatore atletico. Leader e trascinatore degli argentini era il centromediano Luis Monti (futuro azzurro). Anche per l'Albiceleste, l'attacco era il punto forte della squadra, essendo composto, tra gli altri, dal capitano Manuel Ferreira, da Carlos Peucelle, da Roberto Cherro e da Guillermo Stábile. Quest'ultimo, partito come riserva, sarebbe poi divenuto titolare a seguito dell'infortunio di Cherro nella prima partita.
L'Argentina fu sorteggiata nel gruppo 1 con Francia, Messico e Cile.
All'esordio, il 15 luglio al Gran Parque Central di Montevideo contro la selezione europea, gli argentini ebbero la meglio grazie alla rete realizzata all'81' da Monti, che aveva precedentemente costretto il francese Laurent (autore del primo goal nella storia dei mondiali, siglato due giorni prima contro il Messico) ad abbandonare la gara a seguito di un duro contrasto, lasciando gli avversari in dieci. Tre minuti dopo l'arbitro brasiliano Gilberto de Almeida Rêgo, durante un contropiede dei transalpini, fischiò inaspettatamente la fine sebbene mancassero ancora sei minuti al 90'. A fronte delle proteste francesi, il direttore di gara, accortosi dell'errore, fece riprendere la partita quasi mezz'ora dopo, quando ormai gran parte del pubblico aveva lasciato lo stadio e molti dei giocatori erano già sotto la doccia.
Tre giorni dopo, i biancocelesti affrontarono al Centenario il Messico, che fu battuto per 6-3: per l'Argentina andarono in rete tre volte Stábile, due Zumelzú e una Varallo.

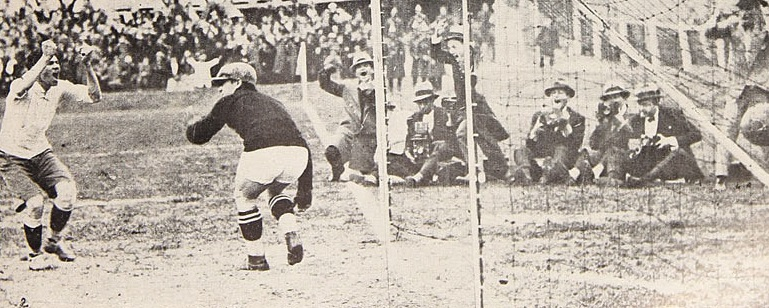
Il goal del momentaneo pareggio uruguaiano nella semifinale vinta per 6-1 contro la Jugoslavia

Il 22 luglio, contro il Cile anch'esso a punteggio pieno, andò in scena al Centenario la partita decisiva per la vittoria del girone. Stábile realizzò una doppietta al 12' e al 13', ma due minuti dopo il cileno Subiabre accorciò le distanze. La svolta accadde al 51', quando Mario Evaristo marcò la rete del definitivo 3-1, qualificando l'Argentina in semifinale.
Gli altri due gironi furono vinti dalla Jugoslavia (gruppo 2) e dalla rivelazione Stati Uniti (gruppo 4), che in semifinale furono gli avversari rispettivamente dell'Uruguay e dell'Argentina.
Il 26 luglio, Argentina e Stati Uniti si affrontarono al Centenario per l'accesso alla prima finale dei mondiali di calcio. La partita non ebbe storia: l'Albiceleste travolse gli statunitensi con un netto 6-1, grazie alle marcature di Monti e Scopelli e alle doppiette del goleador Stábile e di Peucelle.
L'indomani fu la volta di Uruguay e Jugoslavia, sempre al Centenario. A sorpresa, gli slavi si portarono in vantaggio dopo appena quattro minuti con Vujadinović, ma l'Uruguay seppe ribaltare il punteggio con un rapido uno-due tra il 18' e il 20', grazie alle reti di Cea ed Anselmo. Quest'ultimo realizzò la propria doppietta personale al 31', mentre, nel secondo tempo, altri due goal di Cea e una marcatura di Iriarte fissarono il punteggio finale in un altro 6-1.

### Tabella riassuntiva del percorso
Note: In ogni risultato sottostante, il punteggio della finalista è menzionato per primo.
| Pos. | Squadra | Pt | G | V | N | P | GF | GS | DR |
| ---- | ------- | -- | - | - | - | - | -- | -- | -- |
| 1.   | Uruguay | 4  | 2 | 2 | 0 | 0 | 5  | 0  | +5 |
| 2.   | Romania | 2  | 2 | 1 | 0 | 1 | 3  | 5  | -2 |
| 3.   | Perù    | 0  | 2 | 0 | 0 | 2 | 1  | 4  | -3 |

| Pos. | Squadra   | Pt | G | V | N | P | GF | GS | DR |
| ---- | --------- | -- | - | - | - | - | -- | -- | -- |
| 1.   | Argentina | 6  | 3 | 3 | 0 | 0 | 10 | 4  | +6 |
| 2.   | Cile      | 4  | 3 | 2 | 0 | 1 | 5  | 3  | +2 |
| 3.   | Francia   | 2  | 3 | 1 | 0 | 2 | 4  | 3  | +1 |
| 4.   | Messico   | 0  | 3 | 0 | 0 | 3 | 4  | 13 | -9 |

## Il prepartita

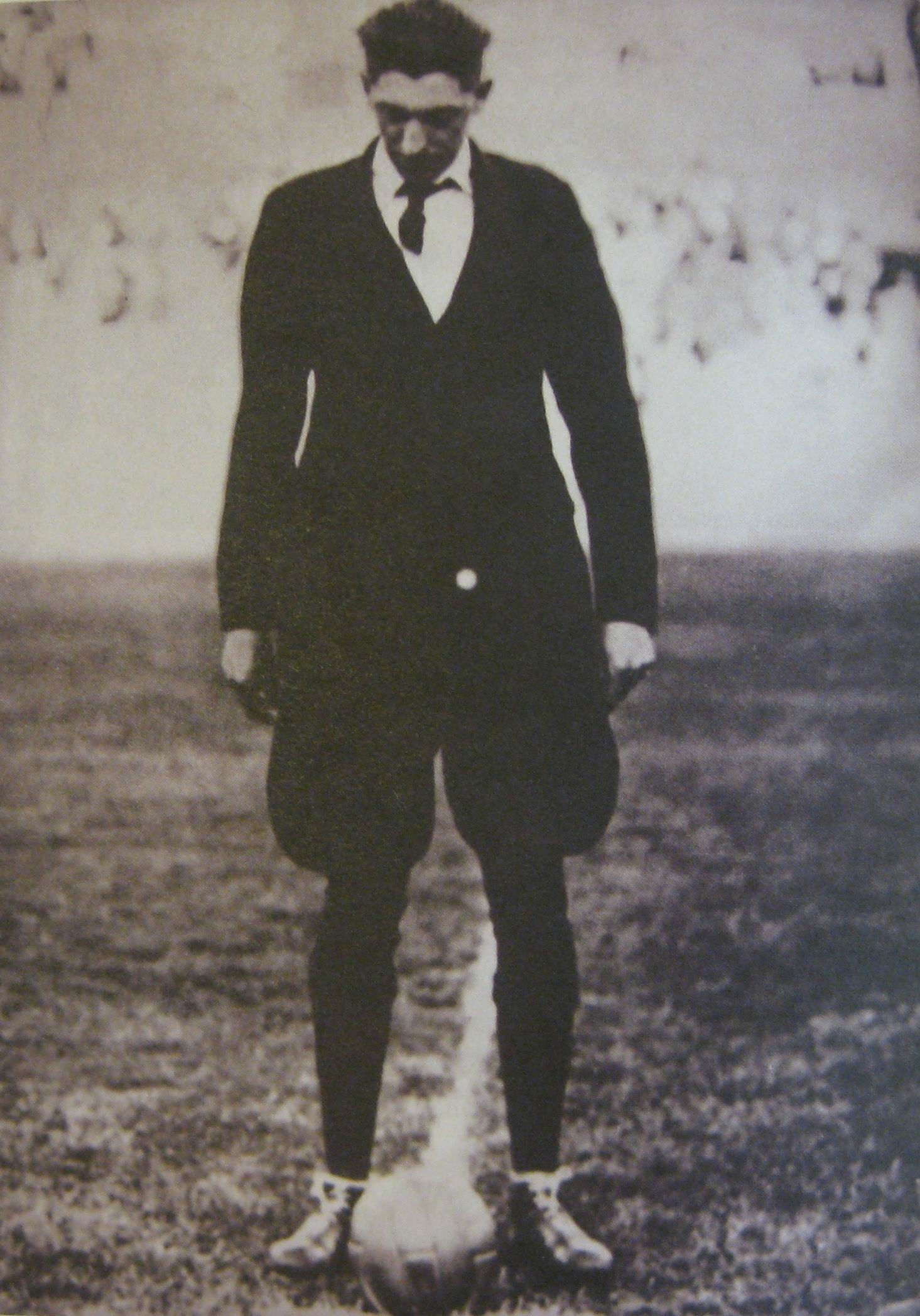
L'arbitro della finale John Langenus

L'elevata posta in palio e la grande rivalità tra le due finaliste richiamarono per il match decine di migliaia di tifosi da entrambi i Paesi.
Trentamila argentini attraversarono a bordo di navi (di linea o noleggiate) il Río de la Plata per sostenere l'Albiceleste, al grido di «Argentina sì! Uruguay no! Vittoria o morte!». Il loro arrivo in massa provocò un intasamento delle banchine di attracco al porto di Montevideo, al punto che diversi tifosi argentini mancarono il fischio d'inizio.
I cancelli del Centenario furono aperti alle ore 8.00 del mattino (sei ore e un quarto prima del calcio d'avvio) e già alle 12.00 gli spalti erano pieni, nonostante l'accesso allo stadio fosse stato rallentato dalle operazioni di perquisizione degli spettatori da parte della polizia uruguaiana, per evitare che venissero portate all'interno armi. Le preoccupazioni delle forze dell'ordine risultarono fondate: furono infatti sequestrati coltelli, asce, bastoni, bombe carta e pistole.
I dati dell'epoca parlano di 93.000 spettatori, anche se il referto ufficiale della FIFA ne indica 68.346.

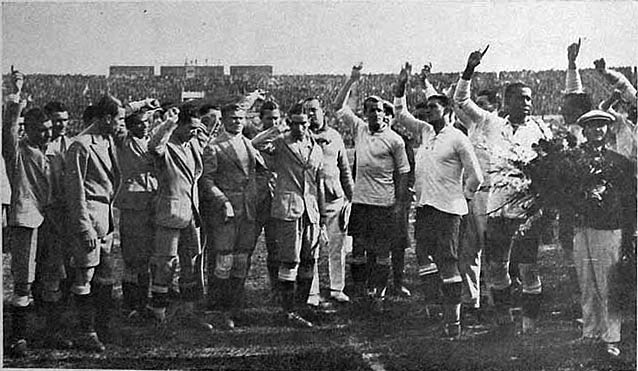
Le due squadre salutano il pubblico prima del fischio d'inizio

L'arbitro designato dalla FIFA per la partita fu il belga John Langenus, che aveva già diretto le gare del primo turno Uruguay-Perù e Argentina-Cile, nonché la semifinale Argentina-Stati Uniti. Inizialmente riluttante per il timore di conseguenze per le proprie decisioni arbitrali, Langenus accettò appena due ore prima della sfida, a condizione che venisse stipulata un'assicurazione sulla sua vita in favore della propria famiglia, che subito dopo la partita fosse accompagnato al porto di Montevideo da una scorta armata e che vi fosse una nave pronta a salpare per l'Europa entro un'ora dal fischio finale.
Langenus si recò allo stadio solo dopo aver redatto il proprio testamento e averlo consegnato al console belga a Montevideo.
All'arrivo al Centenario, Langenus si presentò alla polizia uruguaiana, ma inizialmente fu preso per impostore e arrestato: prima di lui, altre 13 persone si erano infatti spacciate per l'arbitro della finale. Solo l'intervento del console belga e del sarto che aveva preparato la divisa da arbitro convinse i poliziotti che si trattava del vero direttore di gara.
Quali guardalinee della partita furono designati il belga Henry Christophe e il boliviano Ulises Saucedo. Quest'ultimo, nonostante fosse anche l'allenatore della Bolivia, aveva già arbitrato la gara del primo turno tra Argentina e Messico. Dal canto suo, Christophe aveva diretto l'incontro fra Cile e Messico, nel medesimo gruppo.
In campo c'erano ben dieci calciatori aventi origini italiane: quattro per l'Uruguay (Ballestrero, Mascheroni, Nasazzi e Scarone) e sei per l'Argentina (Botasso, Della Torre, Monti, Stábile e i fratelli Juan e Mario Evaristo). Erano di origine italiana anche l'allenatore uruguaiano Suppici e uno dei due commissari tecnici argentini, Tramutola.

## Descrizione della partita
La partita andò in scena in condizioni meteorologiche alquanto insolite per una finale mondiale: Montevideo, nel pieno dell'inverno australe, era ricoperta da una coltre di nebbia e cadeva la neve.
Ambedue le squadre scesero in campo con l'offensivo modulo 2-3-5. L'Uruguay non poté schierare Anselmo, tra i migliori calciatori della Celeste e autore di una doppietta in semifinale, perché fu vittima di un attacco di panico probabilmente causato dal timore di una dura marcatura da parte di Luis Monti. Anselmo fu rimpiazzato da Castro, centravanti che aveva perduto sul lavoro a 13 anni la mano destra ed era soprannominato El Manco (il monco).

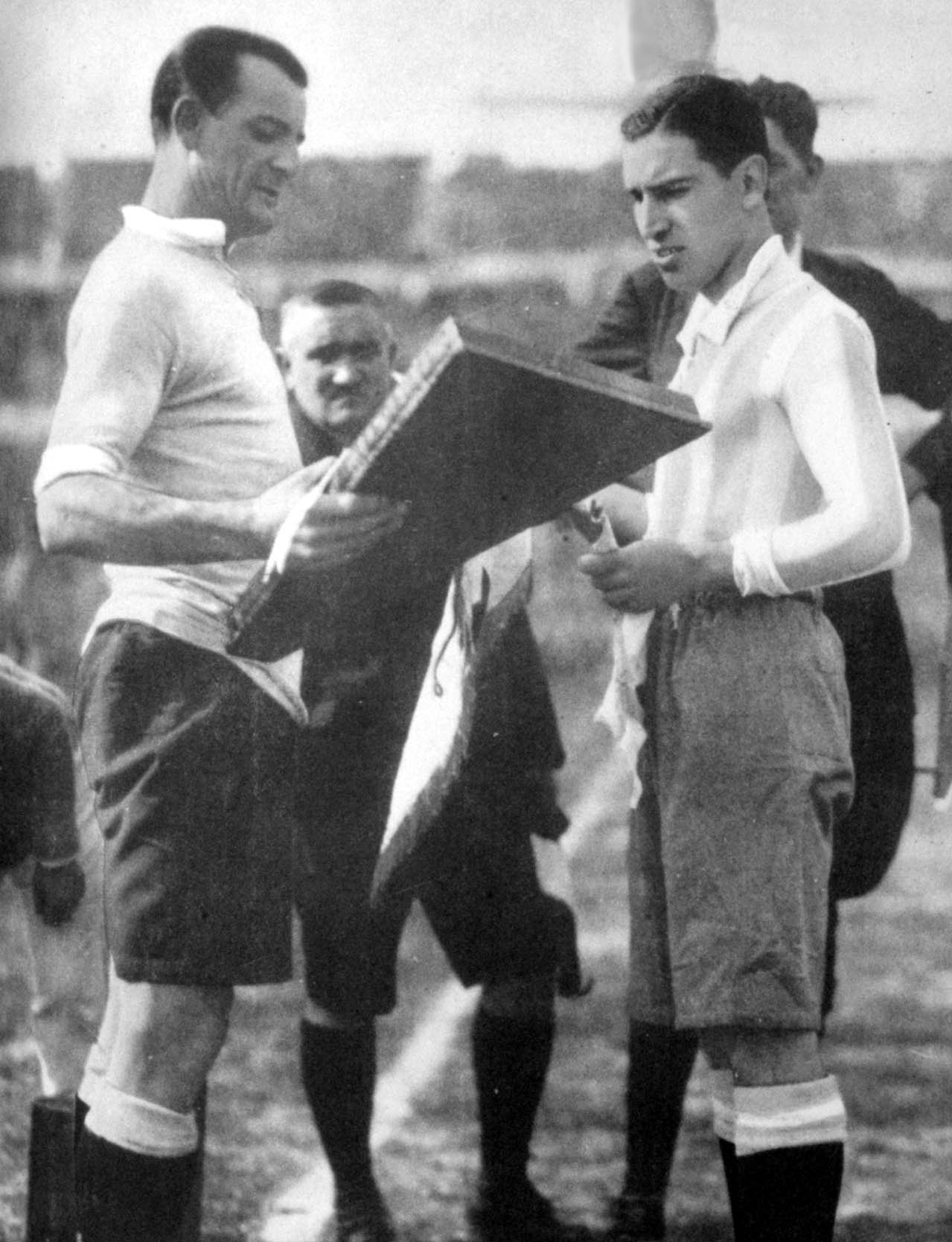
Lo scambio dei gagliardetti fra i due capitani, l'uruguaiano Nasazzi e l'argentino Ferreira

Subito dopo l'entrata in campo delle due squadre, si verificò la prima controversia. Entrambe le nazionali recarono infatti con loro un pallone da calcio, pretendendo che fosse scelto per giocare la finale. Con l'ausilio di una monetina, Langenus decise salomonicamente di far giocare il primo tempo con il pallone argentino e il secondo con quello uruguaiano: quest'ultimo sarebbe stato al centro delle polemiche post-partita degli argentini a causa della sua forte durezza e del suo peso eccessivo.
La gara fu disputata a viso aperto da entrambe le nazionali, che diedero vita ad una delle più spettacolari finali mondiali di sempre. 
Al 12' Cea servì Scarone, il quale, superato Monti, passò la palla a Dorado, che portò in vantaggio l'Uruguay con un tiro rasoterra da destra.
Dopo soli otto minuti, gli argentini trovarono però il pareggio grazie alla rete del centravanti Peucelle, su assist di Varallo.
Galvanizzata dalla marcatura, l'Argentina proseguì nel proprio pressing. Al 37' il capitano biancoceleste Ferreira servì nell'area avversaria Stábile, il quale portò in vantaggio gli ospiti con una forte conclusione, nonostante le vibranti proteste uruguaiane per un presunto fuorigioco. Per El Filtrador si trattò dell'ottavo goal nel mondiale, ergendosi pertanto a miglior marcatore della competizione.
Il primo tempo si chiuse con l'Argentina in vantaggio per 2-1. Durante l'intervallo, nello spogliatoio uruguaiano, Andrade rimproverò i compagni di squadra, esortandoli al massimo impegno per evitare un'umiliante sconfitta casalinga. Nasazzi non fu da meno, sfogando la propria rabbia con un pugno sul muro dello spogliatoio, su cui rimasero impresse le impronte delle nocche lasciate dalla violenza del colpo.
Anche la ripresa, tuttavia, fu iniziata meglio dall'Argentina. Monti mancò l'occasione del 3-1 e Varallo colpì una clamorosa traversa.
Le due occasioni fallite dagli argentini furono decisive. Al 57', Cea, su assist di Scarone, riportò il punteggio in parità; undici minuti dopo, sempre Cea servì Iriarte, che realizzò, con un potente tiro dalla lunga distanza, la rete del 3-2 per l'Uruguay.
L'Argentina tornò in attacco alla disperata ricerca del pareggio, costruendo diverse occasioni nitide: Francisco Varallo sfiorò il 3-3, ma José Andrade salvò in spaccata sulla linea di porta. A due minuti dalla fine, Stábile sfiorò la traversa, ma, nel capovolgimento di fronte, Dorado crossò per Castro, che, di testa, siglò il definitivo 4-2 per l'Uruguay.

## Tabellino
| Arbitro: | John Langenus |

|                                           |           |                          |
| Dorado 12’ Cea 57’ Iriarte 68’ Castro 89’ | Marcatori | 20’ Peucelle 37’ Stábile |

| Uruguay | Argentina |

| Uruguay(2-3-5)  |                     |
|                 |                     |
| P               | Enrique Ballestrero |
| D               | José Nasazzi        |
| D               | Ernesto Mascheroni  |
| C               | José Andrade        |
| C               | Lorenzo Fernández   |
| C               | Álvaro Gestido      |
| A               | Pablo Dorado        |
| A               | Héctor Scarone      |
| A               | Héctor Castro       |
| A               | Pedro Cea           |
| A               | Santos Iriarte      |
| CT:             |                     |
| Alberto Suppici |                     |

| Argentina(2-3-5)                     |                      |
|                                      |                      |
| P                                    | Juan Botasso         |
| D                                    | José Della Torre     |
| D                                    | Fernando Paternoster |
| C                                    | Pedro Suárez         |
| C                                    | Luis Monti           |
| C                                    | Juan Evaristo        |
| A                                    | Mario Evaristo       |
| A                                    | Manuel Ferreira      |
| A                                    | Guillermo Stábile    |
| A                                    | Francisco Varallo    |
| A                                    | Carlos Peucelle      |
| CT:                                  |                      |
| Francisco Olazar Juan José Tramutola |                      |

| Assistenti arbitrali: Ulises Saucedo (Bolivia) Henry Christophe (Belgio) |

## Il dopopartita

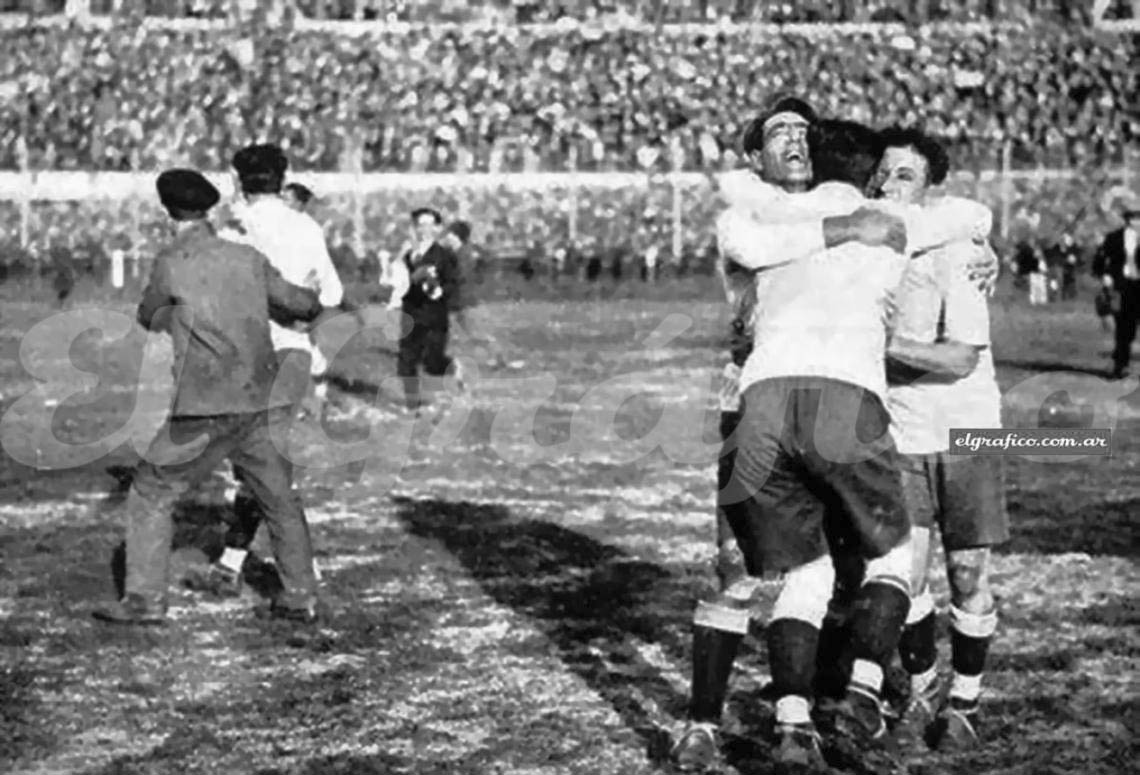
Il giubilo dei calciatori uruguaiani al fischio finale

Come promesso, al termine della partita Langenus fu immediatamente accompagnato dalla polizia uruguaiana al porto di Montevideo, senza neppure passare per gli spogliatoi e con ancora addosso la divisa da arbitro. La nave, il transatlantico italiano Duilio, non poté però salpare per l'Europa prima del giorno seguente a causa della nebbia.
Per celebrare il titolo mondiale, l'Uruguay proclamò tre giorni di festa nazionale.

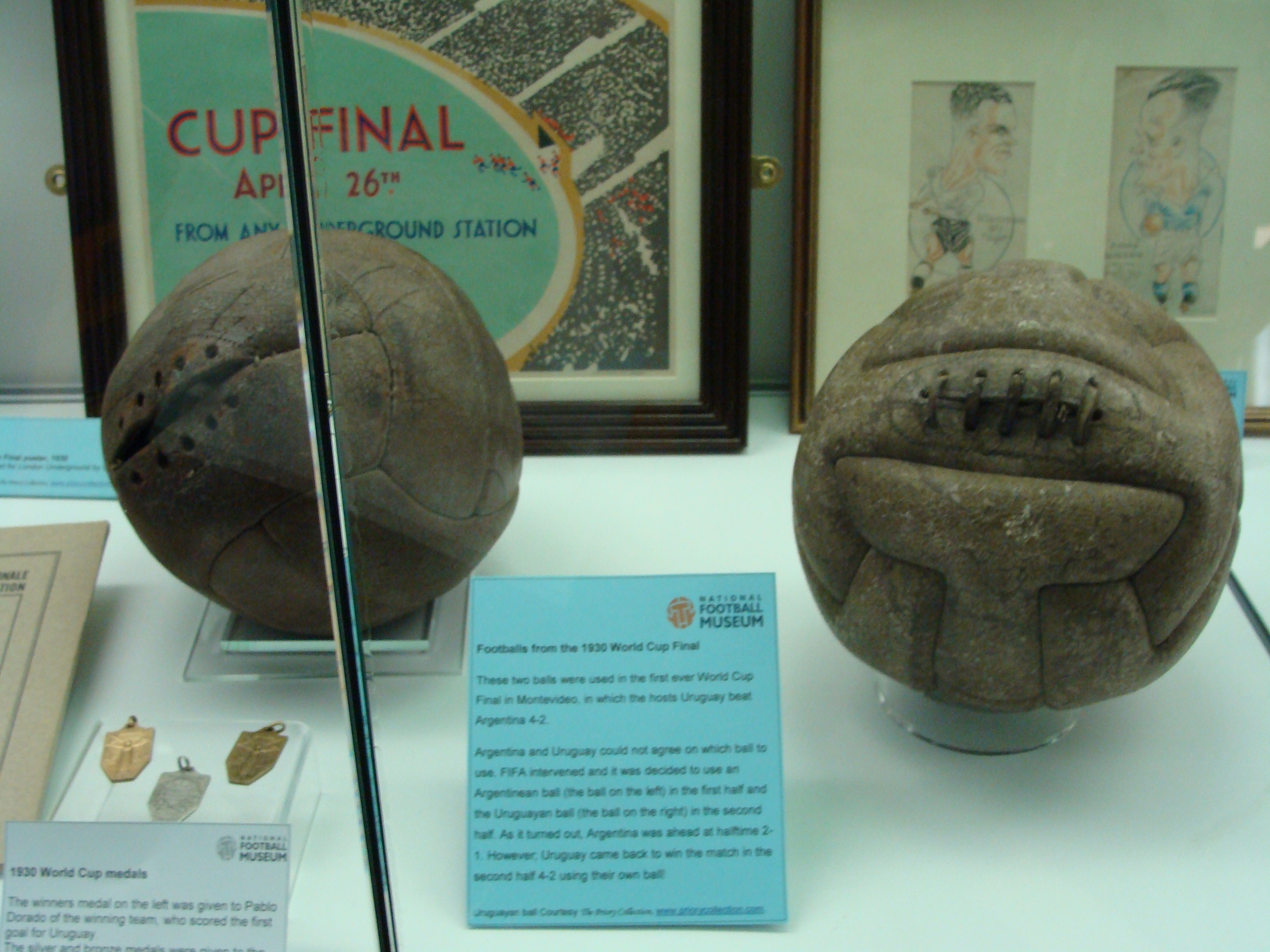
I palloni della finale del 1930, esposti presso il Museo del fútbol uruguayo di Montevideo: a sinistra, quello argentino (con cui fu giocato il primo tempo) e, a destra, quello uruguaiano (utilizzato nella ripresa)

L'Argentina visse invece la sconfitta contro i rivali come un'ingiustizia. L'opinione pubblica del Paese accusò i calciatori uruguaiani di gioco brutale e violento e l'arbitro Langenus di parzialità, per aver sorvolato su molti episodi in favore dei padroni di casa.

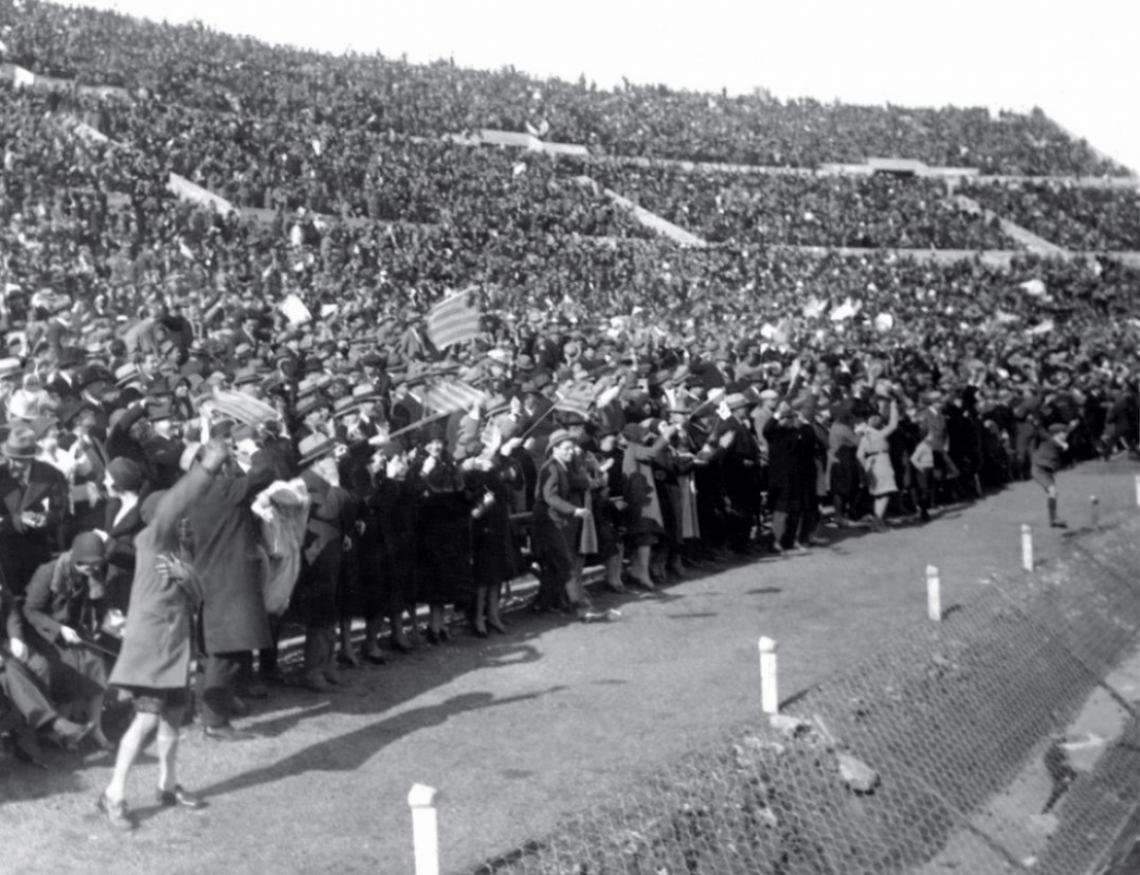
Il pubblico di casa festeggia il primo titolo mondiale conquistato dalla propria nazionale

A Buenos Aires, un centinaio di irati tifosi argentini prese a sassate il consolato uruguaiano.
I media e i tifosi argentini non risparmiarono però neanche i propri calciatori, accusandoli di scarso impegno e perfino di codardia.
I calciatori argentini si giustificarono lamentandosi per il trattamento ricevuto dai tifosi uruguaiani per tutto il mondiale. Francisco Varallo asserì che il ritiro argentino era stato continuamente preso d'assalto da esagitati che di giorno insultavano i calciatori dell'Albiceleste in allenamento e di notte non li lasciavano dormire. In particolare, la notte prima della partita decine di tifosi uruguaiani si sarebbero assiepati sotto l'hotel dell'Argentina, intonando cori e producendo schiamazzi per disturbare il sonno dei calciatori avversari, senza che la polizia locale fosse intervenuta.
Ancora, gli argentini denunciarono un clima fortemente intimidatorio quando, dopo l'intervallo della finale, tornarono in campo in vantaggio per 2-1. Monti affermò che, all'uscita dallo spogliatoio, gli argentini si trovarono di fronte circa 300 militari con le baionette spiegate. La scena avrebbe intimorito i giocatori biancocelesti, al punto che Fernando Paternoster avrebbe confidato ai compagni: «Meglio che perdiamo, altrimenti qui moriamo tutti».; lo stesso Monti avrebbe domandato: «Cosa vogliono, che faccia l'eroe per una partita di calcio?».
Di nuovo Monti dichiarò, tempo dopo, di aver addirittura ricevuto minacce di morte per sé e per la propria famiglia alla vigilia della gara.
Anche gli uruguaiani, tuttavia, lamentarono minacce di morte ricevute da anonimi tifosi argentini prima del match.
Le forti polemiche post-partita portarono alla rottura delle relazioni tra le due Federazioni calcistiche (e si ripercossero negativamente anche sui rapporti diplomatici fra i rispettivi Paesi), al punto che solo due anni dopo, il 15 maggio 1932, le relative nazionali tornarono a sfidarsi.
Il 30 agosto 2010 scomparve, all'età di 100 anni, Francisco Varallo, ultimo sopravvissuto tra i calciatori scesi in campo in occasione della finale.